# 大田洋子
大田 洋子（おおた ようこ、1903年〈明治36年〉11月20日。 - 1963年〈昭和38年〉12月10日）は、日本の小説家。本名、大田 初子。

## 人物・来歴
広島県山県郡原村（現・北広島町）生まれ。6歳のとき父母が離婚したので親戚の大田家の籍に入る。その後母が再婚し、佐伯郡玖島村（現・廿日市市）で育つ。進徳実科高等女学校（現在の進徳女子高等学校）研究科卒業。小学校の裁縫教師として江田島に赴任したが1年で退職。小学校在職中に地元紙の芸備日日新聞に小説を発表、新進作家の扱いを受ける。21歳で結婚したが一児を残して出奔。尾道や大阪などで女給として働きつつ小説を書く。のち上京し、1929年、『女人芸術』に「聖母のゐる黄昏」を発表、これが文壇デビューとなる。1939年、『海女』で『中央公論』の懸賞小説に一等入選。1940年、『桜の国』で『朝日新聞』一万円懸賞小説に一等入選。
1945年、疎開していた広島市白島九軒町の妹宅で被爆する。占領軍による報道規制の中『屍の街』『人間襤褸』を書き、原爆作家としての評価を確立。
しかし原爆の後遺症により体調を崩し、創作に行き詰まり、昭和30年代から作風を転換して『八十歳』『八十四歳』など老母を主人公に私小説的な心境小説を発表。
『新婦人しんぶん』に小説『なぜその女は流転するか』を連載中の1963年12月10日、福島県猪苗代町の中ノ沢温泉で入浴中に心臓麻痺を起こして急死。60歳没。

## 著書

### 単著
- 『長編小説 流離の岸』小山書店、1939年12月。 NCID BA4421944X。全国書誌番号:46075834 全国書誌番号:46075834。
  - 『流離の岸』角川書店〈角川文庫〉、1953年12月。 NCID BA36841622。全国書誌番号:54000549。
- 『海女 他六篇』中央公論社、1940年5月。 NCID BA64736976。全国書誌番号:46044763。
- 『長篇小説 桜の国』朝日新聞社、1940年10月。 NCID BA63963167。全国書誌番号:46031348。
  - 『桜の国』ゆまに書房〈近代女性作家精選集 042〉、2000年11月。 NCID BA49547060。全国書誌番号:20119941。
- 『淡粧』小山書店、1941年8月。 NCID BA8679229X。全国書誌番号:46031350。
  - 『淡粧』ゆまに書房〈〈戦時下〉の女性文学 6〉、2002年5月。 NCID BA57625090。全国書誌番号:20283288。
- 『友情』報国社、1941年9月。 NCID BA66084843。全国書誌番号:46031351。
- 『野の子花の子』有光社、1942年11月。 NCID BA54652268。全国書誌番号:46031347。
- 『星はみどりに』有光社、1942年5月。 NCID BA86793011。全国書誌番号:21243493。
- 『暁は美しく』赤塚書房、1943年3月。 NCID BA86792915。全国書誌番号:46027914。
- 『たたかひの娘』報国社、1943年3月。 NCID BA54655109。全国書誌番号:46031349。
  - 『たたかひの娘』ゆまに書房〈〈戦時下〉の女性文学 11〉、2002年5月。 NCID BA57628656。全国書誌番号:20283297。
- 『真昼の情熱』丹頂書房、1947年1月。全国書誌番号:21243494。
  - 『真昼の情熱』尾形明子・長谷川啓 監修、ゆまに書房〈戦後の出発と女性文学 第15巻〉、2003年5月。 NCID BA62570260。全国書誌番号:20419119。
- 『情炎』新人社、1948年3月。全国書誌番号:48004499。
- 『屍の街』中央公論社、1948年11月。 NCID BA45195303。全国書誌番号:50001394。
  - 『屍の街』冬芽書房、1950年5月。 NCID BN11895430。全国書誌番号:20216490。
  - 『屍の街』河出書房〈市民文庫 65〉、1951年8月。 NCID BN10279668。全国書誌番号:51005437。
  - 『屍の街』潮出版社〈潮文庫 79〉、1972年7月。 NCID BA86852595。全国書誌番号:75071822。
  - 『屍の街』日本ブックエース〈平和文庫〉、2010年7月。 NCID BB02646907。全国書誌番号:21802030。
- 『人間襤褸』河出書房、1951年8月。 NCID BN12728558。全国書誌番号:51005907。
  - 『人間襤褸』青木書店〈青木文庫 64〉、1952年9月。 NCID BN14939361。全国書誌番号:52007676。
  - 『人間襤褸』新潮社〈新潮文庫 878〉、1952年10月。 NCID BN15925395。全国書誌番号:55012318。
- 『半人間』大日本雄弁会講談社、1954年5月。 NCID BN07170139。全国書誌番号:54011147。
  - 『半人間』大日本雄弁会講談社〈ミリオン・ブックス〉、1955年7月。 NCID BA60145617。全国書誌番号:55005922。
  - 『半人間』新潮社〈新潮文庫 877〉、1955年10月。 NCID BN15961898。全国書誌番号:55012223。
- 『夕凪の街と人と 一九五三年の実態』大日本雄弁会講談社〈ミリオン・ブックス〉、1955年10月。 NCID BN12741217。全国書誌番号:55012330。
  - 『夕凪の街と人と』三一書房、1978年7月。 NCID BN08833504。全国書誌番号:78024135。
- 『八十歳』講談社、1961年8月。 NCID BA45150542。全国書誌番号:61007976。
- 『屍の街・半人間』講談社〈講談社文芸文庫〉、1995年7月。 NCID BN12942445。全国書誌番号:95073249。
- 浦西和彦 編『大田洋子』日本図書センター〈作家の自伝 38〉、1995年11月。 NCID BN13495058。全国書誌番号:96030052。
- 「残醜点々」『紅』ポプラ社〈百年文庫 85〉、2011年7月。 NCID BB0622875X。全国書誌番号:21958411。
- 『屍の街・夕凪の街と人と』岩波書店〈岩波文庫 緑237-1〉、2025年7月15日。ISBN 978-4-0031-2371-3。

### 作品集

#### 大田洋子集
- 『大田洋子集』 第1巻（屍の街）、三一書房、1982年7月。 NCID BN04245027。全国書誌番号:82045273。
- 『大田洋子集』 第2巻（人間襤褸）、三一書房、1982年8月。 NCID BN07230514。全国書誌番号:82048500。
- 『大田洋子集』 第3巻（夕凪の街と人と）、三一書房、1982年9月。 NCID BN04252667。全国書誌番号:82053645。
- 『大田洋子集』 第4巻（流離の岸）、三一書房、1982年10月。 NCID BN04252780。全国書誌番号:83002927。

#### 日本の原爆文学
- 『日本の原爆文学』 2（大田洋子）、「核戦争の危機を訴える文学者の声明」署名者企画、ほるぷ出版、1983年9月。 NCID BN01408216。全国書誌番号:85019940。

#### 大田洋子原爆作品集
- 長谷川啓 編『屍の街』小鳥遊書房、2020年8月。 NCID BC10384053。全国書誌番号:23412905。
- 長谷川啓 編『人間襤褸／夕凪の街と人と』小鳥遊書房、2021年8月。 NCID BC09451492。全国書誌番号:23579835。

## 伝記
- 江刺昭子『草饐 評伝大田洋子』濤書房、1971年8月。 NCID BN0671170X。全国書誌番号:75018651。
  - 江刺昭子『草饐 評伝大田洋子』大月書店、1981年7月。 NCID BN05262112。全国書誌番号:81037412。